# Storia degli ebrei in Inghilterra

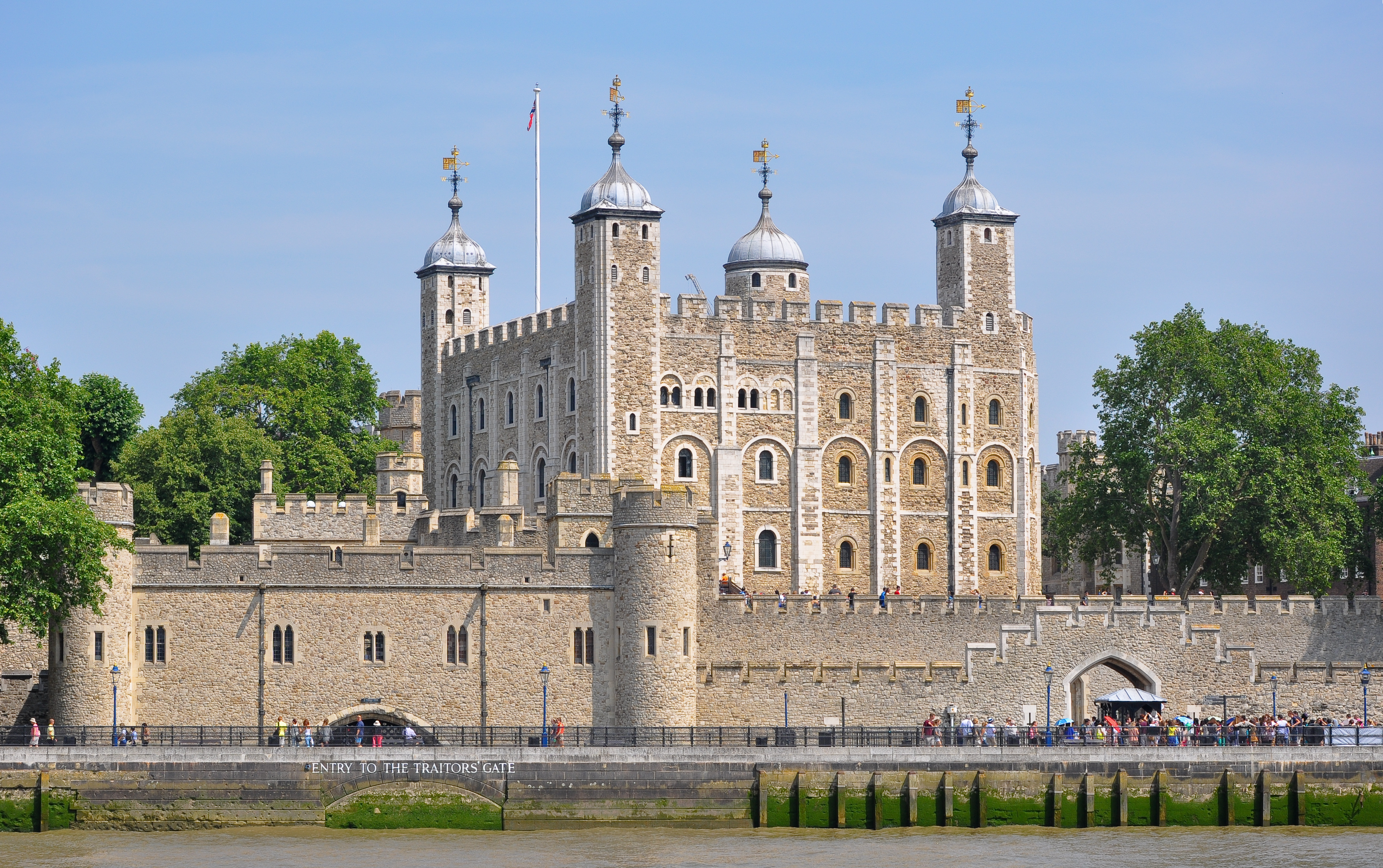
La Torre era un rifugio per gli ebrei della Londra medievale.

La storia degli ebrei in Inghilterra risale al regno di Guglielmo il Conquistatore. La prima testimonianza scritta di un insediamento ebraico nella storia dell'Inghilterra risale al 1070. Gli insediamenti continuarono fino a quando il re Edoardo I d'Inghilterra emise l'Editto di espulsione nel 1290.
Dopo l'espulsione non c'erano comunità ebraiche oltre a quelle che la praticavano in segreto, fino al governo di Oliver Cromwell. Mentre Cromwell non ha mai riammesso formalmente ebrei nel Commonwealth d'Inghilterra, una piccola comunità di ebrei sefarditi fu identificata a Londra e fu autorizzata a rimanervi.
Il Jewish Naturalization Act 1753 supponeva un tentativo di legalizzare la presenza in Inghilterra che durò solo pochi mesi. Gli storici collocano la data dell'emancipazione ebraica tra il 1829 o il 1858, quando Benjamin Disraeli, nato ebreo ma convertito all'anglicanesimo, fu eletto in Parlamento nel 1837. Su insistenza del leader irlandese Daniel O'Connell, la legge del 1846 conosciuta come "On Judaism", che prescriveva un abbigliamento speciale per gli ebrei, fu abolita. A causa dell'assenza di violenze antisemite in Gran Bretagna durante il XIX secolo, il Paese divenne noto per la sua tolleranza religiosa e attirò un numero significativo di immigrati da tutta Europa. Tra gli anni '30 e '40, alcuni ebrei europei scelsero l'Inghilterra per fuggire dai nazisti del Terzo Reich.
Gli ebrei dovettero fare i conti con stereotipi e antisemitismo in Gran Bretagna, spesso "accompagnati da germanofobia", che portò molte famiglie ad anglicizzare i loro cognomi per evitare che sembrassero troppo tedeschi.
Attualmente ci sono quasi 300.000 ebrei britannici e l'Inghilterra ospita la seconda più grande popolazione ebraica in Europa e la quinta nel mondo.

## Inghilterra normanna 1066-1290

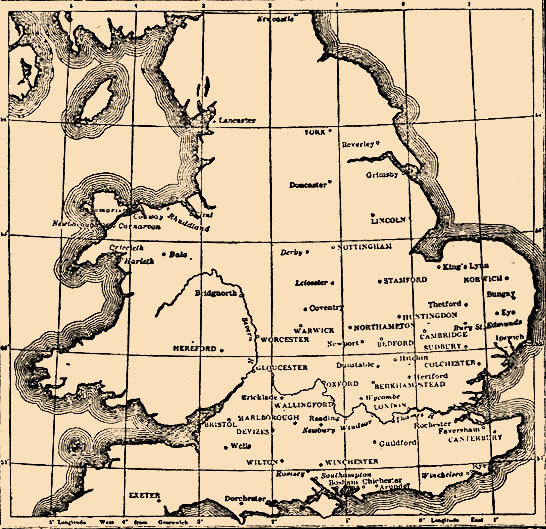
Comunità ebraiche nell'Inghilterra medievale.

Non ci sono prove di ebrei residenti in Inghilterra prima della conquista normanna. I pochi riferimenti nelle leggi della chiesa anglosassone si riferiscono alle pratiche ebraiche sulla Pasqua. Guglielmo di Malmesbury affermò che Guglielmo il Conquistatore portò con sé ebrei da Rouen in Inghilterra. L'obiettivo del re si può dedurre: la sua politica di riscossione dei debiti feudali richiedeva un gruppo di uomini sparsi per il paese che fossero in grado di fornire ingenti somme di denaro.